# فيديريكو فافالي
فيديريكو فافالي (بالإيطالية:  Federico Favali)‏ (بييتراسانتا، مواليد 17 يونيو 1981 -) هو ملحن إيطالي متخصص في الموسيقى الكلاسيكية.

## سيرته
نشأ وترعرع في لوكا، وبدأ في التأليف في سن مبكر . في عام 2008 تخرج كعازف بيانو في لوكا، وتخرج أيضًا في الفنون الجميلة في جامعة بولونيا.
ألف موسيقاه في وطنه إيطاليا وفي الخارج في ألمانيا وإنجلترا، والأرجنتين، وإندونيسيا، وأيرلندا، وأستراليا، وكوريا الجنوبية، والولايات المتحدة، واليابان.
في عام 2014 كلفه مسرح ديل جيجليو في لوكا بتأليف أوبرا. وكانت أول لجنة للمسرح بعد فترة 18 عامًا. كتب موسيقى libretto وعُرض العرض العالمي الأول في مسرح سان جيرولامو لوكا في 4 مايو 2014.
في 31 ديسمبر 2014، قدم مجلس مدينة لوكا لفافالي جائزة كتقدير لتميزه.
في عام 2015 تمت دعوته في مهرجان دايجو الدولي للموسيقى المعاصرة (في كوريا الجنوبية).
في مارس 2016، كلفه عازف الساكسفون بنيامين سوريل ومنذ ذلك العام، كان عضوًا في منتدى الملحنين الأمريكيين.